# Bảo tàng Thành phố "Nhà Gerhart Hauptmann"
Bảo tàng Thành phố "Nhà Gerhart Hauptmann" (tiếng Ba Lan: Muzeum Miejskie „Dom Gerharta Hauptmanna") là một bảo tàng tọa lạc tại số 32 phố Michałowicka, quận Jagniątków, thị trấn Jelenia Góra, tỉnh Dolnośląskie, Ba Lan. Bảo tàng này bố trí triển lãm bên trong ngôi nhà của nhà văn đoạt giải Nobel Văn học người Đức Gerhart Hauptmann. Hoạt động của bảo tàng tập trung vào việc nuôi dưỡng di sản đa văn hóa của vùng Hạ Silesia, lưu trữ và quảng bá di sản của Gerhart Hauptmann và các bộ sưu tập liên quan đến văn hóa và văn học của vùng Silesia.

## Miêu tả
Trụ sở của bảo tàng là một ngôi nhà được xây dựng vào năm 1901, dựa trên bản thiết kế của một kiến trúc sư người gốc Berlin tên là Hans Grisebach. Sau Chiến tranh thế giới thứ hai, ngôi nhà này phục vụ nhiều mục đích khác nhau. Trước năm 1997, ngôi nhà được sử dụng làm một trung tâm nghỉ mát cho trẻ em mang tên "Warszawianka". Nhờ những nỗ lực của Tadeusz Mazowiecki và Helmut Kohl, ngôi nhà này trở thành trụ sở của bảo tàng kể từ năm 2005.
Bảo tàng tổ chức một cuộc triển lãm thường trực giới thiệu các hiện vật và kỷ vật có liên quan đến cuộc đời và tác phẩm của nhà văn đoạt giải Nobel, bao gồm thiết bị, thư từ, ấn bản đầu tiên của các tác phẩm của nhà văn.